# Galium lilloi
Galium lilloi är en måreväxtart som beskrevs av Cristóbal Mariá Hicken. Galium lilloi ingår i släktet måror, och familjen måreväxter. Inga underarter finns listade i Catalogue of Life.